# Estádio José Alvalade
Estádio José Alvalade este un stadion de fotbal din Portugalia, gazda clubului de fotbal Sporting Lisabona, unul dintre cele mai mari cluburi din țară.
Stadionul a fost clasificat de UEFA ca fiind un stadion de categoria 4. Capacitatea stadionului e 50 049 de spectatori.

## Concerte
De la finele anilor '80 și '90 stadionul Jose Alvalade este locul marilor concerte în Portugalia. Nume precum: Pink Floyd, Metallica, Prince, Genesis, Phil Collins, Tina Turner, Whitney Houston, U2, The Cure, The Rolling Stones, Depeche Mode, Joe Cocker, Bryan Adams, GNR, David Bowie, Guns N' Roses, AC/DC, Bruce Springsteen - au evoluat live pe Alvalade. Înainte ca stadionul să-și deschidă porțile pentru aceste nume de renume mondial (cu excepția GNR), Portugalia nu a făcut parte din traseele celor mai importante turnee. De atunci Alvalade a devenit parte din ordinea de zi a acestor și altor trupe.

## Meciul de deschidere
| Echipa #1   |            | Scor  |        | Echipa #2         | Data       |
| ----------- | ---------- | ----- | ------ | ----------------- | ---------- |
| Sporting CP | Portugalia | 3 – 1 | Anglia | Manchester United | 06/08/2003 |

## Meciuri internaționale găzduite
| Echipa #1  |            | Scor  |               | Echipa #2     | Data       | Spectatori | Competiție                                                    | Note                                                     |
| ---------- | ---------- | ----- | ------------- | ------------- | ---------- | ---------- | ------------------------------------------------------------- | -------------------------------------------------------- |
| Suedia     | Suedia     | 5 – 0 | Bulgaria      | Bulgaria      | 14/06/2004 | 31,652     | UEFA Euro 2004                                                | Faza grupelor                                            |
| Spania     | Spania     | 0 – 1 | Portugalia    | Portugalia    | 20/06/2004 | 47,491     | UEFA Euro 2004                                                | Faza grupelor                                            |
| Germania   | Germania   | 1 – 2 | Cehia         | Cehia         | 23/06/2004 | 46,849     | UEFA Euro 2004                                                | Faza grupelor                                            |
| Franța     | Franța     | 0 – 1 | Grecia        | Grecia        | 25/06/2004 | 45,390     | UEFA Euro 2004                                                | Sferturi de finală                                       |
| Portugalia | Portugalia | 2 – 1 | Țările de Jos | Țările de Jos | 30/06/2004 | 49,679     | UEFA Euro 2004                                                | Semifinale                                               |
| Portugalia | Portugalia | 7 – 1 | Rusia         | Rusia         | 13/10/2004 | 44,258     | Calificările pentru Campionatul Mondial de Fotbal 2006        | Cea mai mare înfrângere a Rusiei din totdeauna           |
| Portugalia | Portugalia | 4 – 0 | Belgia        | Belgia        | 24/03/2007 | 48,009     | Preliminariile Campionatului European de Fotbal 2008          | Prima victorie contra Belgiei într-un meci oficial       |
| Portugalia | Portugalia | 1 – 1 | Serbia        | Serbia        | 12/09/2007 | 47,000     | Preliminariile Campionatului European de Fotbal 2008          |                                                          |
| Portugalia | Portugalia | 2 – 3 | Danemarca     | Danemarca     | 10/09/2008 | 43,000     | Calificările pentru Campionatul Mondial de Fotbal 2010 (UEFA) | Prima înfrângere într-un meci oficial în fața Danemarcii |
| Portugalia | Portugalia |       | Israel        | Israel        | 11/10/2013 |            | Calificările pentru Campionatul Mondial de Fotbal 2014 (UEFA) |                                                          |

## Finala Cupei UEFA 2005
| Echipa #1   |            | Scor  |       | Echipa #2    | Data       | Spectatori |
| ----------- | ---------- | ----- | ----- | ------------ | ---------- | ---------- |
| Sporting CP | Portugalia | 1 – 3 | Rusia | CSKA Moscova | 18/05/2005 | 48,500     |

## Distribuția locurilor pentru spectatori
- Locuri pentru public – 46,191
- Locuri la cabină – 1,541
- Locuri pentru VIP și clasa Business – 1,968
- Locuri în tribună – 100
- Locuri pentru presă – 199
- Locuri pentru persoane cu dizabilități – 50

## Galerie

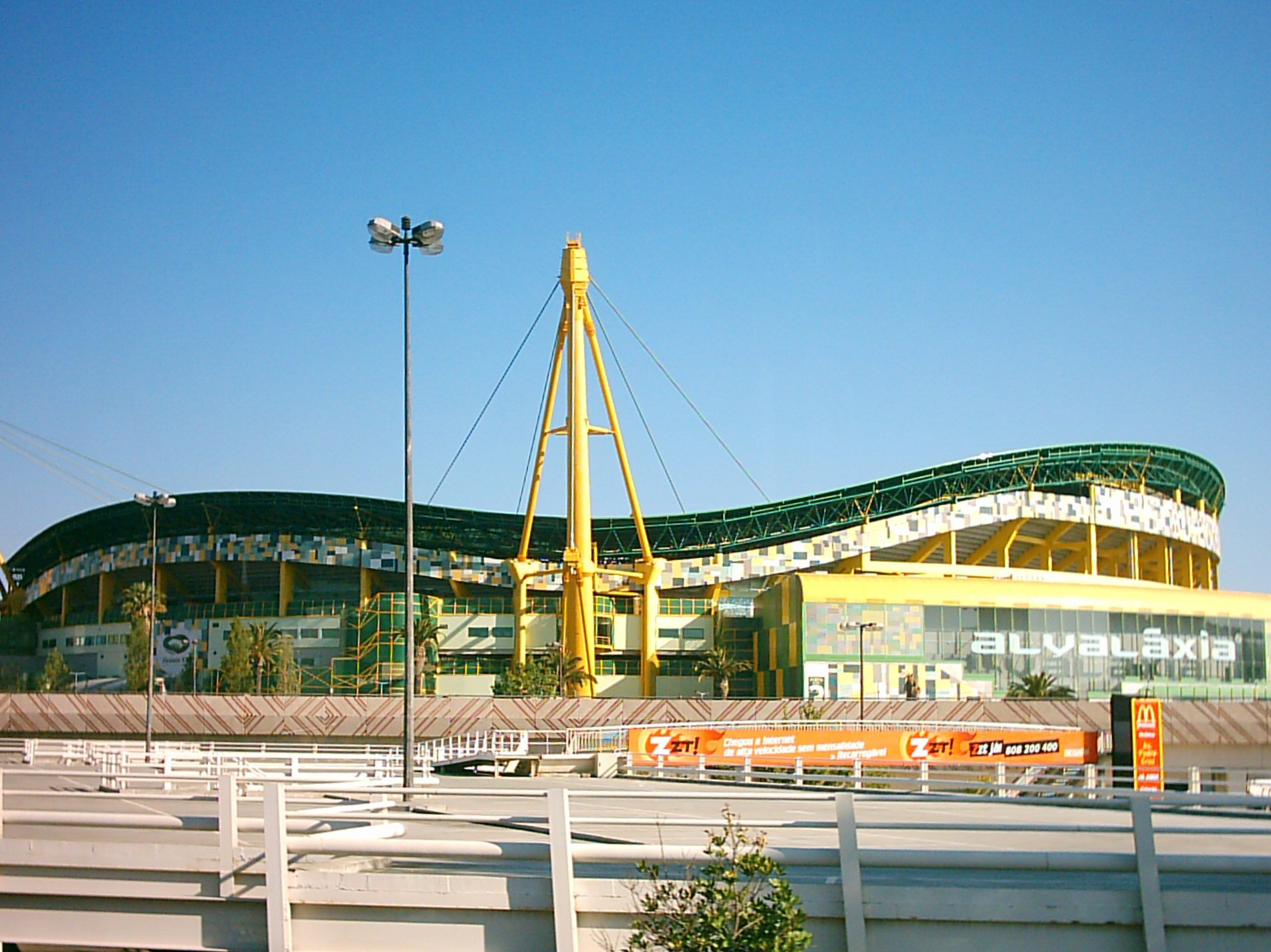
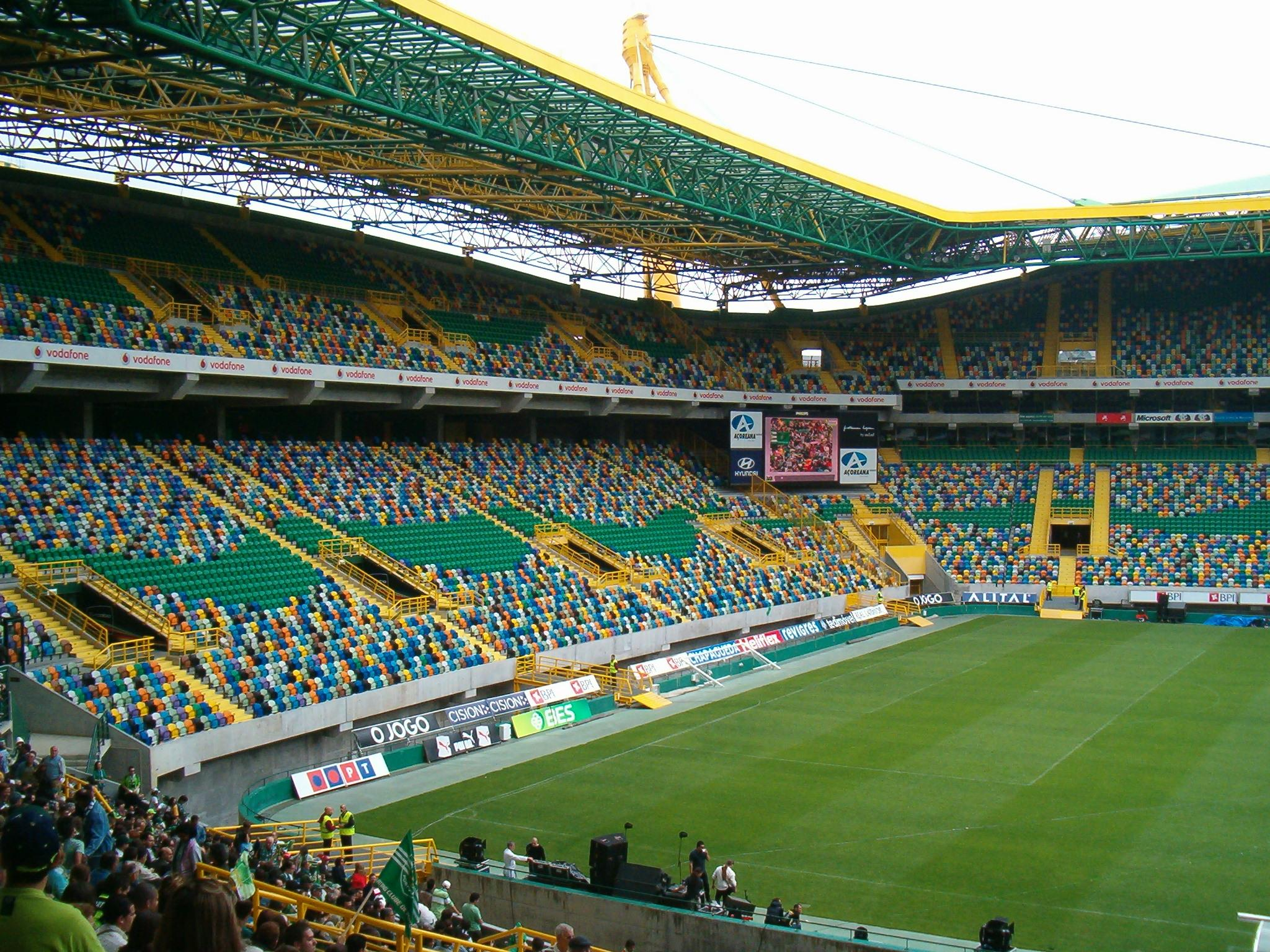
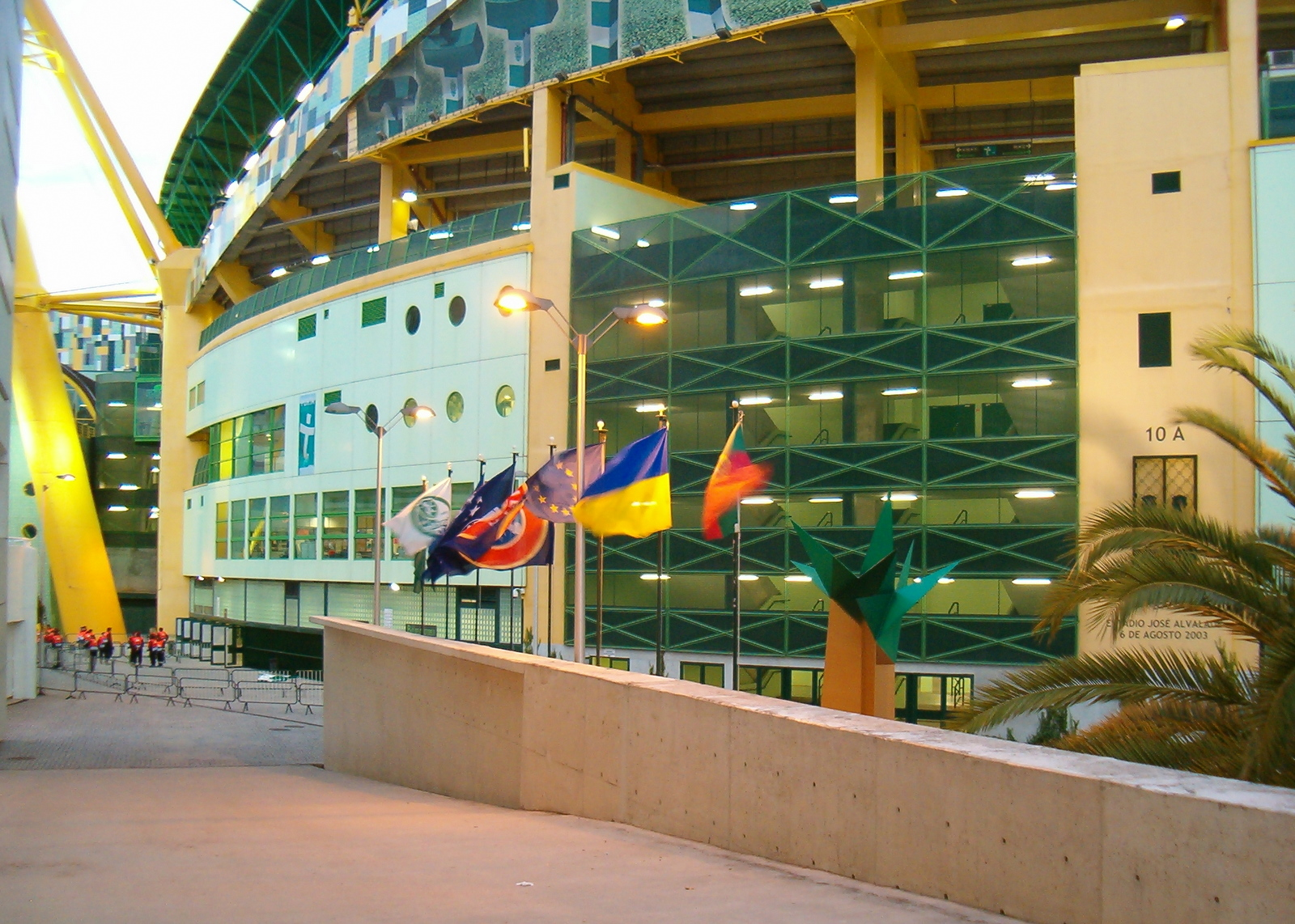
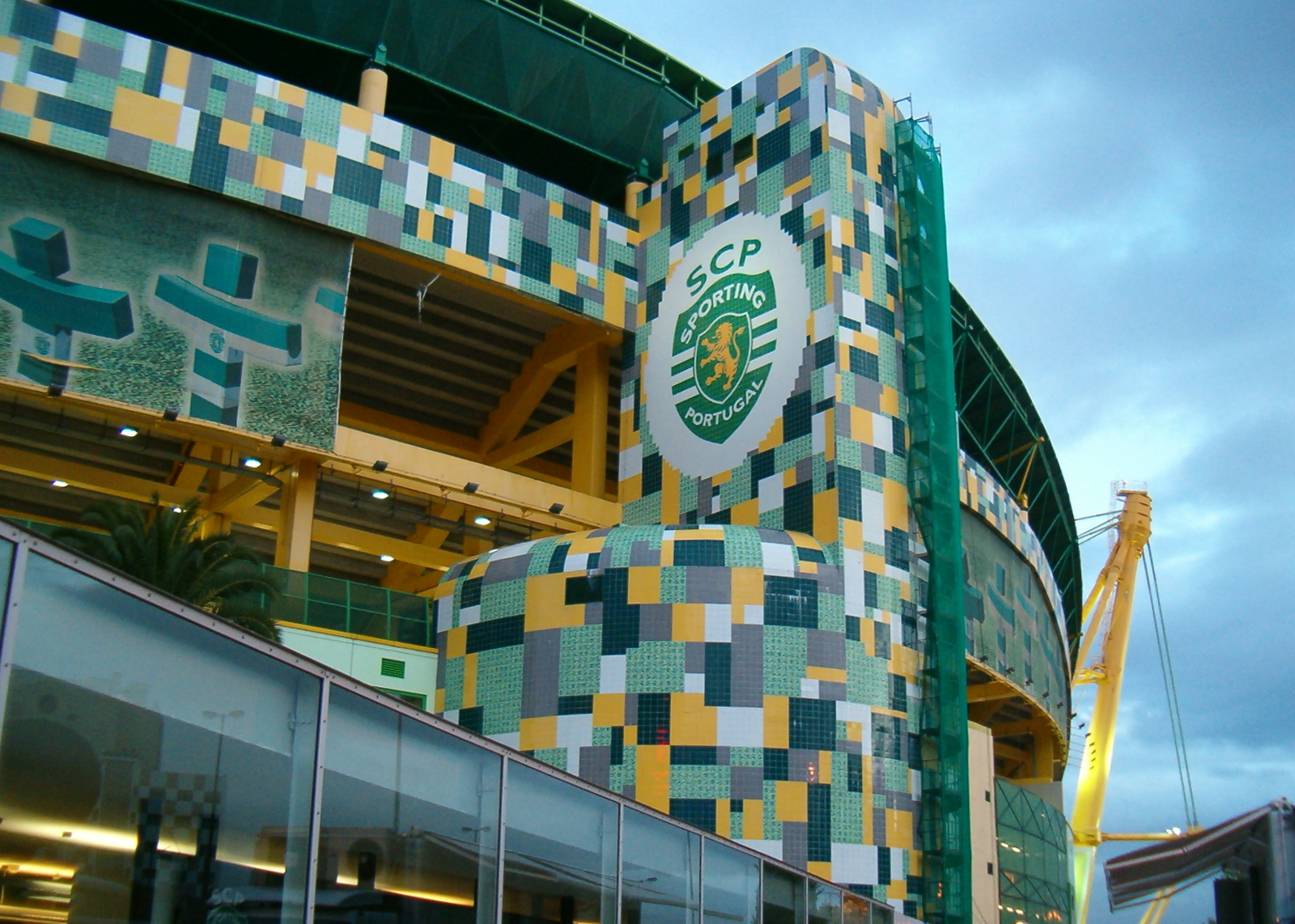

## Legături externe
- Pagină web oficială Arhivat în 19 mai 2011, la Wayback Machine.